# Darnoides semivitta
Darnoides semivitta är en insektsart som beskrevs av Walker. Darnoides semivitta ingår i släktet Darnoides och familjen hornstritar. Inga underarter finns listade i Catalogue of Life.